# Abulafia

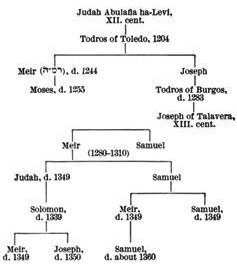
Ausschnitt aus der Stammtafel der Familie Abulafia.

Abulafia ist die latinisierte Version des arabischen Namens أبو العافية, Abu-l-Afiyya, (hebr. אבולעפיה). Unter sephardischen Juden ist er als Familienname weit verbreitet.

## Namensträger
- Abraham Abulafia (1240–1291/92), spanischer Kabbalist
- Anna Abulafia (* 1952), britische Religionshistorikerin
- David Abulafia (* 1949), britischer Mediävist
- Meir ha-Levi Abulafia (um 1165–1244), Talmudgelehrter und Halachist
- Samuel ha-Levi Abulafia, spanischer Finanzminister, stiftete 1357 die Synagoge El Tránsito
- Yossi Abolafia (* 1944), israelischer Autor und Illustrator